# بالديكييري دستي
بالديكييري دستي (بالإيطالية: Baldichieri d'Asti)‏ هي بلدة وبلدية في مقاطعة أستي في إقليم بييمونتي في جنوب إيطاليا.

## السكان
في سنة 1861 بلغ عدد السكان 928 نسمة، وتطور العدد ليصل في سنة 2011 لـ 1٬114 نسمة.
يظهر هذا المخطط البياني تطور النمو السكاني لـ بالديكييري دستي